# Arlene Davies
Arlene Davies   (Lakewood, 1910 - Cleveland, 3 de juliol de 1964), de nom complet Alma Arlene Davies, de soltera Palsgraff, va ser una aviadora nord-americana.

## Biografia
Va estudiar en la Central Radio School de Kansas City i va continuar a la Universitat Western Reserve. Es va interessar per l'aviació quan el seu marit, un pròsper industrial carnisser, es va comprar un avió el 1931. En aquest mateix any, Davies va aconseguir el seu títol de pilot i sis anys després va ser la primera persona a la qual es va reconèixer oficialment la capacitació per al vol a cegues.
Va tenir una llarga carrera en competició. El 1934 va ser la primera dona a guanyar una carrera aèria. El 1937 va participar en la carrera internacional Miami-l'Havana, el 1938 va fer la carrera MacFadden entre Nova York i Miami. El 1939 la Bendix, de Los Angeles a Nova York, en la qual va ser l'única dona que va acabar la prova.
Durant la Segona Guerra Mundial es va dedicar a la formació de pilots militars per l'exèrcit i l'armada, en la navegació per instruments.
Se li va concedir el títol de Dona de l'Any de l'Aviació el 1952 i va ser nomenada membre de l'Associació Nacional d'Aeronàutica, sent membre de la comissió de planificació aèria d'Ohio (1949) i delegada nord-americana en la Federació Aeronàutica Internacional (1954). Va ser la primera dona a obtenir una llicència 4-M, amb la qual podia pilotar avions i hidroavions polimotors.